# Peter Hellwig
Peter Hellwig (* 13. Januar 1943) ist ein ehemaliger deutscher Fußballspieler. Der linke Flügelstürmer hat in der Saison 1964/65 bei Borussia Neunkirchen in der Fußball-Bundesliga ein Ligaspiel bestritten
.

## Karriere
Peter Hellwig spielte in der Jugend und ab 1962 in der Amateurmannschaft von Borussia Neunkirchen, ehe er im ersten Jahr der zweitklassigen Fußball-Regionalliga Südwest, 1963/64, bei der Erringung des Meistertitels von Trainer Horst Buhtz erstmals in der Ligaelf der Mannschaft vom Ellenfeldstadion in einem Pflichtspiel eingesetzt wurde. Am fünften Spieltag, den 1. September 1963, bei einem 6:2-Heimerfolg gegen Phönix Bellheim stürmte Hellwig auf Linksaußen und komplettierte neben Elmar May, Karl Ringel, Heinz Simmet und Volker Münz den Angriff des späteren Südwestmeisters und Bundesligaaufsteigers. Er erzielte einen Treffer. In der Saison 1964/65 erlebte er den Höhepunkt seiner fußballerischen Karriere. Er kam am 6. Spieltag, den 26. September 1964, bei einer 0:3-Heimniederlage gegen den 1. FC Kaiserslautern zu seinen einzigen Bundesligaeinsatz. Wiederum spielte er im damals angewandten WM-System auf Linksaußen und May, Paul Pidancet, Günter Heiden und Achim Melcher komplettierten den Borussen-Angriff.
Nach Karn, Rehberg soll Hellwig zur Saison 1970/71 von der Hammer Spielvereinigung zum Lüner SV in die Fußball-Regionalliga West gewechselt sein und beim Team vom Stadion Schwansbell auch drei Ligaspiele absolviert haben. Im Kicker-Sonderheft 1970/71 ist auf S. 82 beim Lüner SV unter den Neuzugängen ein Spieler mit dem Namen „Hellweg“ von der SpVgg Hamm notiert und im Lexikon des Revier-Fußballs von Herausgeber Ralf Piorr ist auf Seite 116 im Mannschaftskader vom Lüner SV ein Spieler namens Hellwig aufgeführt.